# Uraí
Uraí is een gemeente in de Braziliaanse deelstaat Paraná. De gemeente telt 11.774 inwoners (schatting 2009).

## Aangrenzende gemeenten
De gemeente grenst aan Assaí, Cornélio Procópio, Jataizinho, Leópolis, Nova América da Colina, Rancho Alegre en Sertaneja.

## Geboren
- José Kléberson (1979), voetballer